# ハイチの首相
ハイチの首相（ハイチのしゅしょう、フランス語: Primer Ministre d'Haiti、ハイチ語: Premye Minis Ayiti）は、ハイチ共和国の政府の長である。平時は大統領と閣僚評議会が共同で行政権を保持する。
2024年現在、ギャングによる治安悪化で首相率いる閣僚評議会の機能も麻痺している。

## 概要
ジェラール・ラトルチュは同国首相として合計1,550日の最長在職日数を誇っている。ジャック＝エドゥアール・アレクシスはラトルチュに次ぐ、1,526日在職した。

### 選出・権限
首相は議会の推薦に基づき、大統領が任命することによって、選出される。権限は大臣ら閣僚の任免権、法律の施行権、地方行政の監督権などを保持する。又、大統領と共に国防の責任を負う。

## 歴代首相一覧
| 代   | 画像 | 氏名                                   | 就任日         | 退任日         | 政党                   |
| ---- | ---- | -------------------------------------- | -------------- | -------------- | ---------------------- |
| 1    |      | マーシャル・セレスティン               | 1988年2月9日   | 1988年6月20日  | 無所属                 |
|      | 空席 |                                        |                |                |                        |
| 2    |      | ルネ・ガルシア・プレヴァル             | 1991年2月13日  | 1991年10月11日 | ラヴァラの家族         |
| 3    |      | ジャン＝ジャック・オノラ               | 1991年10月11日 | 1992年6月19日  | 無所属                 |
| 4    |      | マーク・バザン                         | 1992年6月19日  | 1993年8月30日  | ハイチ民主主義確立運動 |
| 5    |      | ロバート・マルヴァル                   | 1993年8月30日  | 1994年11月8日  | 無所属                 |
| 6    |      | スマルク・ミシェル                     | 1994年11月8日  | 1995年11月7日  | 無所属                 |
| 7    |      | クローデット・ウェルリー               | 1995年11月7日  | 1996年2月27日  | ラヴァラの家族         |
| 8    |      | ロズニー・スマート                     | 1996年2月27日  | 1997年10月20日 | 闘争のための人民党     |
|      | 空席 |                                        |                |                |                        |
| 9    |      | ジャック＝エドゥアール・アレクシス     | 1999年3月26日  | 2001年3月2日   | 闘争のための人民党     |
| 10   |      | ジャン・マリー・チェレスタル           | 2001年3月2日   | 2002年3月15日  | ラヴァラの家族         |
| 11   |      | イヴォン・ネプチューン                 | 2002年3月15日  | 2004年3月12日  | ラヴァラの家族         |
| 12   |      | ジェラール・ラトルチュ                 | 2004年3月12日  | 2006年6月9日   | 無所属                 |
| 13   |      | ジャック＝エドゥアール・アレクシス     | 2006年6月9日   | 2008年6月5日   | 愛国組織               |
| 14   |      | ミシェル・ピエール＝ルイ               | 2008年6月5日   | 2009年11月11日 | 無所属                 |
| 15   |      | ジャン＝マックス・ベルリーヴ           | 2009年11月11日 | 2011年10月18日 | 愛国組織               |
| 16   |      | ギャリー・コニーユ                     | 2011年10月18日 | 2012年5月16日  | 無所属                 |
| 17   |      | ローラン・ラモット                     | 2012年5月16日  | 2014年12月14日 | 無所属                 |
| 暫定 |      | フローレンス・デゥパーヴァル・ギヨーム | 2014年12月14日 | 2015年1月16日  | 無所属                 |
| 18   |      | エヴァンス・ポール                     | 2015年1月16日  | 2016年2月26日  | 民主同盟               |
| 19   |      | フリッツ・ジャン                       | 2016年2月26日  | 2016年3月28日  | 愛国組織               |
| 20   |      | エネクス・ジャン＝シャルル             | 2016年3月28日  | 2017年3月21日  | 無所属                 |
| 21   |      | ジャック・ガイ・ラフォンタン           | 2017年3月21日  | 2018年9月17日  | ケール党               |
| 22   |      | ジャン・アンリ・セアン                 | 2018年9月17日  | 2019年3月21日  | 無所属                 |
| 暫定 |      | ジャン＝ミシェル・ラパン               | 2019年3月21日  | 2020年3月4日   | 無所属                 |
| 23   |      | ジョセフ・ジュート                     | 2020年3月4日   | 2021年4月14日  | 無所属                 |
| 24   |      | クロード・ジョセフ                     | 2021年4月14日  | 2021年7月20日  | 無所属                 |
| 25   |      | アリエル・アンリ                       | 2021年7月20日  | 2024年4月24日  | 愛国組織               |
| 26   |      | ミシェル＝パトリック・ボワヴェール     | 2024年2月25日  | 2024年6月3日   | 無所属                 |
| 27   |      | ギャリー・コニーユ                     | 2024年6月3日   | 2024年11月11日 | 無所属                 |
| 28   |      | アリックス・ディディエ・フィス＝エメ   | 2024年11月11日 | 現職           | 無所属                 |